# Мисс мира 2002
Мисс Мира 2002 (англ. Miss World 2002) — 52-й ежегодный конкурс красоты, проводился 7 декабря 2002 года в Александра-палас, Лондон, Великобритания. За победу на нём соревновалось 88 претенденток, победительницей стала представительница Турцию Азра Акын.

## Результаты
| Итоговый результат | Участница |
| Мисс Мира 2002     | - Турция — Азра Акын |
| 1-я вице-мисс      | - Колумбия — Natalia Peralta |
| 2-я вице-мисс      | - Перу — Marina Mora |
| 3-я вице-мисс      | - Норвегия — Kathrine Sørland |
| 4-я вице-мисс      | - Китай — Wu Yingna |
| Топ-10             | - Австралия — Nicole Rita Gazal - Нигерия — Chinenye Ochuba - Филиппины — Katherine Anne Manalo - США — Ребека Ревелс - Венесуэла — Goizeder Azúa |
| Топ-20             | - Аруба — Rachelle Oduber - Босния и Герцеговина — Daniela Vinš - Кюрасао — Ayanette Statia - Нидерланды — Elise Boulogne - Индия — Shruti Sharma - Италия — Suzanne Zuber - Пуэрто-Рико — Cassandra Polo - Россия — Анна Татаринцева - Вьетнам — Phạm Thị Mai Phương - СР Югославия — Ana Šargić |

### Континентальные Королевы красоты
| Королевы красоты по континентам | Участница                    |
| Африка                          | - Нигерия — Chinenye Ochuba  |
| Америка                         | - Колумбия — Natalia Peralta |
| Азия и Океания                  | - Китай — Wu Yingna          |
| Вест-Индия                      | - Аруба — Rachelle Oduber    |
| Европа                          | - Турция — Азра Акын         |

### Специальные награды
| Награда            | Участница                      |
| Лучший костюм      | - Турция — Азра Акын           |
| Мисс Талант        | - США — Ребека Ревелс          |
| Мисс Эрудиция Мира | - Свазиленд — Nozipho Shabangu |

### Топ
Топ-20
| 1. Турция 2. Нидерланды 3. Нигерия 4. Колумбия 5. Пуэрто-Рико | 6. Китай 7. Югославия 8. Россия 9. Перу 10. Норвегия | 11. Вьетнам 12. Индия 13. Кюрасао 14. Аруба 15. Австралия | 16. Филиппины 17. Босния и Герцеговина 18. Италия 19. Венесуэла 20. США |

Топ-10
| 1. Австралия 2. Китай PR 3. Колумбия 4. Нигерия 5. Норвегия | 6. Перу 7. Филиппины 8. Турция 9. США 10. Венесуэла |  |  |

## Участницы
| - Албания — Anjeza Maja - Алжир — Lamia Saoudi - Виргинские Острова (США) — Hailey Cagan - Ангола — Rosa Mujinga Muxito - Антигуа и Барбуда — Zara Razzaq - Аргентина — Tamara Henriksen - Аруба — Rachelle Oduber - Австралия — Nicole Rita Gazal - Багамские Острова — T’Shura Ambrose - Барбадос — Natalie Webb-Howell - Бельгия — Sylvie Doclot - Белиз — Karen Russell - Боливия — Alejandra Montero - Босния и Герцеговина — Daniela Vinš - Ботсвана — Lomaswati Dlamini - Бразилия — Taíza Thomsen - Болгария — Desislava Antoniya Guleva - Канада — Lyndsey Bennett - Чили — Daniela Casanova - Китай — Wu Yingna - Колумбия — Natalia Peralta - Хорватия — Nina Slamić - Кюрасао — Ayanette Statia - Кипр — Angela Droudsioutou - Чехия — Kateřina Smržová - Эквадор — Jessica Angulo - Англия — Даниэлла Луэн (Daniella Luan) - Эстония — Triin Sommer - Финляндия — Hanne Hynnynen - Франция — Caroline Chamorand - Германия — Indira Selmic - Гана — Shaida Buari - Гибралтар — Damaris Hollands - Греция — Katerina Georgiadou - Гайана — Odessa Phillips - Нидерланды — Elise Boulogne - Гонконг — Victoria Jane Jolly - Венгрия — Renata Rosz - Индия — Shruti Sharma - Ирландия — Lynda Duffy - Израиль — Karol Lowenstein - Италия — Susanne Zuber - Ямайка — Danielle O’Hayon - Япония — Юко Набэта | - Казахстан — Ольга Сидоренко - Кения — Maryanne Kariuki - Ливан — Bethany Kehdy - Литва — Oksana Semenišina - Северная Македония — Jasna Spasovska - Малайзия — Mabel Ng - Мальта — Joyce Gatt - Мексика — Blanca Zumárraga - Намибия — Ndapewa Alfons - Новая Зеландия — Rachel Huljich - Никарагуа — Hazel Calderón - Нигерия — Chinenye Ochuba - Северная Ирландия — Гейл Уильямсон (Gayle Williamson) - Норвегия — Kathrine Sørland - Панама — Yoscelin Sánchez - Перу — Marina Mora - Филиппины — Katherine Anne Manalo - Польша — Marta Matyjasik - Пуэрто-Рико — Cassandra Polo - Румыния — Cleopatra Popescu - Россия — Анна Татаринцева - Шотландия — Пола Мёрфи (Paula Murphy) - Сингапур — Sharon Cintamani - Словакия — Eva Verešová - Словения — Nataša Krajnc - ЮАР — Claire Sabbagha - Испания — Lola Alcocer - Свазиленд — Nozipho Shabangu - Швеция — Sophia Hedmark - Французская Полинезия — Rava Maiarii - Танзания — Angela Damas Mtalima - Таиланд — Ticha Leungpairoj - Тринидад и Тобаго — Janelle Rajnauth - Турция — Азра Акын - Уганда — Rehema Ni Nakuya - Украина — Ирина Удовенко - США — Ребека Ревелс (Rebekah Revels) - Уругвай — Natalia Figueras - Венесуэла — Goizeder Azúa - Вьетнам — Phạm Thị Mai Phương - Уэльс — Мишель Буш (Michelle Bush) - СР Югославия — Ana Šargić - Зимбабве — Linda van Beek |

## Заметки

### Отказались
- Гватемала
- Республика Корея
- Малави
- Маврикий
- Шри-Ланка

### Отказались, но позже вновь вернулись в конкурс после переезда в Лондон
- Канада
- Панама
- Испания
- Французская Полинезия

### Бойкот по делу Амины Лаваль
- Австрия
- Коста-Рика
- Дания
- Исландия
- Швейцария

#### Также бойкотировать, но никогда не приглашал
- Кот-д’Ивуар
- Того

### Дебют
- Албания
- Алжир
- Вьетнам

### Отказались
- Бангладеш
- Беларусь
- Виргинские Острова (Великобритания)
- Камерун
- Острова Кайман
- Египет
- Мадагаскар
- Гавайи
- Молдова
- Марокко
- Непал
- Парагвай
- Португалия
- Синт-Мартен
- Замбия